# Communauté rurale de Diaoulé
La ancienne communauté rurale de Diaoulé a été érigé en Commune par la communalisation intégrale. Elle est située à l'ouest du pays, au sud de Dakar.
Elle fait partie de l'arrondissement de Ndiob, du département de Fatick et de la région de Fatick.
Elle est limitée par la :
- Communauté rurale de Thiaré Ndialgui et Communauté rurale de Patar Lia (département de Gossas) au nord ;
- Communauté rurale de Ndiébel (département de Kaolack) au sud ;
- Communauté rurale de Mbéllacadiao et Communauté rurale de Ndiob  à l'ouest ;
- Communauté rurale de Ouadiour (département de Gossas) à l'est.

Lors du PEPAM-recensement 2004, la CR comptait 11 462 personnes et 1 296 ménages.